# Candice
Candice ist ein weiblicher Vorname.

## Varianten
- Candace, Kandyce, Kandyse

## Kurzformen
- Candy

## Bekannte Namensträgerinnen
- Candice Accola (* 1987), US-amerikanische Sängerin und ehemalige Background-Sängerin von Destiny Hope (Miley) Cyrus
- Candace Allen (* 1950), US-amerikanische Schriftstellerin
- Candace Bushnell (* 1958), US-amerikanische Autorin und Kolumnistin in New York City
- Candice Gilg (* 1972), französische Freestyle-Skierin
- Candace Gingrich (* 1966), US-amerikanische lesbische Aktivistin und die Halbschwester von Newt Gingrich
- Candace Helaine Cameron Bure (* 1976), US-amerikanische Schauspielerin und Produzentin
- Candy Clark (Candace June Clark; * 1947), US-amerikanische Filmschauspielerin und ehemaliges Fotomodel
- Candace Nicole Parker (* 1986), US-amerikanische Basketballspielerin
- Candice Bergen (* 1946), US-amerikanische Schauspielerin
- Candice Breitz (* 1972), südafrikanische Foto- und Videokünstlerin
- Candice Daly (1963–2004), US-amerikanische Schauspielerin
- Candice Dupree (* 1984), US-amerikanische Basketball-Spielerin
- Kandyse McClure (Candice McClure), südafrikanisch-kanadische Schauspielerin
- Candice Michelle (Candice Michelle Beckman-Ehrlich; * 1978), bekannt als Candice Michelle oder nur Candice, US-amerikanisches Model und Wrestlerin
- Candice Night (* 1971), bürgerlich Candice Lauren Isralow, Sängerin und Ehefrau von Ritchie Blackmore
- Candice Patton (1988), US-amerikanische Schauspielerin
- Candice Swanepoel (* 1988), südafrikanisches Model
- Candice Wiggins (Candice Dana Wiggins; * 1987), US-amerikanische Basketball-Spielerin

- Candy Darling (1944–1974), US-amerikanischer Filmschauspieler und Transvestit
- Candy Dulfer (* 1969), niederländische Saxophonistin
- Candy Reynolds (* 1955), US-amerikanische Tennisspielerin